# Partido Trabalhista Renovador Brasileiro
O Partido Trabalhista Renovador Brasileiro (PTRB) foi um partido político brasileiro.
Foi fundado por Levy Fidelix, aglutinando um grupo descontente com o fim e a fusão do Partido Trabalhista Renovador (PTR) com o Partido Social Trabalhista (PST) para formar o Partido Progressista (PP). Somente disputou a eleição de 1994, com pequena expressão. Após essa malograda tentativa, o mesmo grupo reorganizou, desta vez com sucesso, outra legenda, o Partido Renovador Trabalhista Brasileiro (PRTB).
| \| Partido Trabalhista Brasileiro (1945) (PTB) 1945–1965 1981–presente \| Partido Trabalhista Brasileiro (1945) (PTB) 1945–1965 1981–presente \| Partido Trabalhista Brasileiro (1945) (PTB) 1945–1965 1981–presente \| Partido Trabalhista Brasileiro (1945) (PTB) 1945–1965 1981–presente \| Partido Trabalhista Brasileiro (1945) (PTB) 1945–1965 1981–presente \| Partido Trabalhista Brasileiro (1945) (PTB) 1945–1965 1981–presente \| \| \| Movimento Trabalhista Renovador (MTR) 1959–1965 \| Movimento Trabalhista Renovador (MTR) 1959–1965 \| Movimento Trabalhista Renovador (MTR) 1959–1965 \| Movimento Trabalhista Renovador (MTR) 1959–1965 \| Movimento Trabalhista Renovador (MTR) 1959–1965 \| Movimento Trabalhista Renovador (MTR) 1959–1965 \| \| \| \| \| Partido Trabalhista Renovador (PTR) 1985–1993 \| Partido Trabalhista Renovador (PTR) 1985–1993 \| Partido Trabalhista Renovador (PTR) 1985–1993 \| Partido Trabalhista Renovador (PTR) 1985–1993 \| Partido Trabalhista Renovador (PTR) 1985–1993 \| Partido Trabalhista Renovador (PTR) 1985–1993 \| \| \| Partido Trabalhista Renovador Brasileiro (PTRB) 1993–1994 \| Partido Trabalhista Renovador Brasileiro (PTRB) 1993–1994 \| Partido Trabalhista Renovador Brasileiro (PTRB) 1993–1994 \| Partido Trabalhista Renovador Brasileiro (PTRB) 1993–1994 \| Partido Trabalhista Renovador Brasileiro (PTRB) 1993–1994 \| Partido Trabalhista Renovador Brasileiro (PTRB) 1993–1994 \| \| \| Partido Renovador Trabalhista Brasileiro (PRTB) 1994–presente \| Partido Renovador Trabalhista Brasileiro (PRTB) 1994–presente \| Partido Renovador Trabalhista Brasileiro (PRTB) 1994–presente \| Partido Renovador Trabalhista Brasileiro (PRTB) 1994–presente \| Partido Renovador Trabalhista Brasileiro (PRTB) 1994–presente \| Partido Renovador Trabalhista Brasileiro (PRTB) 1994–presente \| \| Partido Trabalhista Brasileiro (1945) (PTB) 1945–1965 1981–presente \| Partido Trabalhista Brasileiro (1945) (PTB) 1945–1965 1981–presente \| Partido Trabalhista Brasileiro (1945) (PTB) 1945–1965 1981–presente \| Partido Trabalhista Brasileiro (1945) (PTB) 1945–1965 1981–presente \| Partido Trabalhista Brasileiro (1945) (PTB) 1945–1965 1981–presente \| Partido Trabalhista Brasileiro (1945) (PTB) 1945–1965 1981–presente \| \| \| Movimento Trabalhista Renovador (MTR) 1959–1965 \| Movimento Trabalhista Renovador (MTR) 1959–1965 \| Movimento Trabalhista Renovador (MTR) 1959–1965 \| Movimento Trabalhista Renovador (MTR) 1959–1965 \| Movimento Trabalhista Renovador (MTR) 1959–1965 \| Movimento Trabalhista Renovador (MTR) 1959–1965 \| \| \| \| \| Partido Trabalhista Renovador (PTR) 1985–1993 \| Partido Trabalhista Renovador (PTR) 1985–1993 \| Partido Trabalhista Renovador (PTR) 1985–1993 \| Partido Trabalhista Renovador (PTR) 1985–1993 \| Partido Trabalhista Renovador (PTR) 1985–1993 \| Partido Trabalhista Renovador (PTR) 1985–1993 \| \| \| Partido Trabalhista Renovador Brasileiro (PTRB) 1993–1994 \| Partido Trabalhista Renovador Brasileiro (PTRB) 1993–1994 \| Partido Trabalhista Renovador Brasileiro (PTRB) 1993–1994 \| Partido Trabalhista Renovador Brasileiro (PTRB) 1993–1994 \| Partido Trabalhista Renovador Brasileiro (PTRB) 1993–1994 \| Partido Trabalhista Renovador Brasileiro (PTRB) 1993–1994 \| \| \| Partido Renovador Trabalhista Brasileiro (PRTB) 1994–presente \| Partido Renovador Trabalhista Brasileiro (PRTB) 1994–presente \| Partido Renovador Trabalhista Brasileiro (PRTB) 1994–presente \| Partido Renovador Trabalhista Brasileiro (PRTB) 1994–presente \| Partido Renovador Trabalhista Brasileiro (PRTB) 1994–presente \| Partido Renovador Trabalhista Brasileiro (PRTB) 1994–presente \| \| \| \| \| \| \| \| \| \| \| \| \| \| \| \| \| \| \| \| \| \| \| \| \| \| \| \| \| \| \| \| \| \| \| \| \| \| \| \| \| \| |                                                                     |                                                                     |                                                                     |                                                                     |                                                                     |  |  |                                                 |                                                 |                                                 |                                                 |                                                 |                                                 |  |  |  |  |                                               |                                               |                                               |                                               |                                               |                                               |  |  |                                                           |                                                           |                                                           |                                                           |                                                           |                                                           |  |  |                                                               |                                                               |                                                               |                                                               |                                                               |                                                               |
| Fonte: TSE, CPDOC-FGV, PRTB, Revista Época e Faces de Clio |                                                                     |                                                                     |                                                                     |                                                                     |                                                                     |  |  |                                                 |                                                 |                                                 |                                                 |                                                 |                                                 |  |  |  |  |                                               |                                               |                                               |                                               |                                               |                                               |  |  |                                                           |                                                           |                                                           |                                                           |                                                           |                                                           |  |  |                                                               |                                                               |                                                               |                                                               |                                                               |                                                               |
| Partido Trabalhista Brasileiro (1945) (PTB) 1945–1965 1981–presente | Partido Trabalhista Brasileiro (1945) (PTB) 1945–1965 1981–presente | Partido Trabalhista Brasileiro (1945) (PTB) 1945–1965 1981–presente | Partido Trabalhista Brasileiro (1945) (PTB) 1945–1965 1981–presente | Partido Trabalhista Brasileiro (1945) (PTB) 1945–1965 1981–presente | Partido Trabalhista Brasileiro (1945) (PTB) 1945–1965 1981–presente |  |  | Movimento Trabalhista Renovador (MTR) 1959–1965 | Movimento Trabalhista Renovador (MTR) 1959–1965 | Movimento Trabalhista Renovador (MTR) 1959–1965 | Movimento Trabalhista Renovador (MTR) 1959–1965 | Movimento Trabalhista Renovador (MTR) 1959–1965 | Movimento Trabalhista Renovador (MTR) 1959–1965 |  |  |  |  | Partido Trabalhista Renovador (PTR) 1985–1993 | Partido Trabalhista Renovador (PTR) 1985–1993 | Partido Trabalhista Renovador (PTR) 1985–1993 | Partido Trabalhista Renovador (PTR) 1985–1993 | Partido Trabalhista Renovador (PTR) 1985–1993 | Partido Trabalhista Renovador (PTR) 1985–1993 |  |  | Partido Trabalhista Renovador Brasileiro (PTRB) 1993–1994 | Partido Trabalhista Renovador Brasileiro (PTRB) 1993–1994 | Partido Trabalhista Renovador Brasileiro (PTRB) 1993–1994 | Partido Trabalhista Renovador Brasileiro (PTRB) 1993–1994 | Partido Trabalhista Renovador Brasileiro (PTRB) 1993–1994 | Partido Trabalhista Renovador Brasileiro (PTRB) 1993–1994 |  |  | Partido Renovador Trabalhista Brasileiro (PRTB) 1994–presente | Partido Renovador Trabalhista Brasileiro (PRTB) 1994–presente | Partido Renovador Trabalhista Brasileiro (PRTB) 1994–presente | Partido Renovador Trabalhista Brasileiro (PRTB) 1994–presente | Partido Renovador Trabalhista Brasileiro (PRTB) 1994–presente | Partido Renovador Trabalhista Brasileiro (PRTB) 1994–presente |
| Partido Trabalhista Brasileiro (1945) (PTB) 1945–1965 1981–presente | Partido Trabalhista Brasileiro (1945) (PTB) 1945–1965 1981–presente | Partido Trabalhista Brasileiro (1945) (PTB) 1945–1965 1981–presente | Partido Trabalhista Brasileiro (1945) (PTB) 1945–1965 1981–presente | Partido Trabalhista Brasileiro (1945) (PTB) 1945–1965 1981–presente | Partido Trabalhista Brasileiro (1945) (PTB) 1945–1965 1981–presente |  |  | Movimento Trabalhista Renovador (MTR) 1959–1965 | Movimento Trabalhista Renovador (MTR) 1959–1965 | Movimento Trabalhista Renovador (MTR) 1959–1965 | Movimento Trabalhista Renovador (MTR) 1959–1965 | Movimento Trabalhista Renovador (MTR) 1959–1965 | Movimento Trabalhista Renovador (MTR) 1959–1965 |  |  |  |  | Partido Trabalhista Renovador (PTR) 1985–1993 | Partido Trabalhista Renovador (PTR) 1985–1993 | Partido Trabalhista Renovador (PTR) 1985–1993 | Partido Trabalhista Renovador (PTR) 1985–1993 | Partido Trabalhista Renovador (PTR) 1985–1993 | Partido Trabalhista Renovador (PTR) 1985–1993 |  |  | Partido Trabalhista Renovador Brasileiro (PTRB) 1993–1994 | Partido Trabalhista Renovador Brasileiro (PTRB) 1993–1994 | Partido Trabalhista Renovador Brasileiro (PTRB) 1993–1994 | Partido Trabalhista Renovador Brasileiro (PTRB) 1993–1994 | Partido Trabalhista Renovador Brasileiro (PTRB) 1993–1994 | Partido Trabalhista Renovador Brasileiro (PTRB) 1993–1994 |  |  | Partido Renovador Trabalhista Brasileiro (PRTB) 1994–presente | Partido Renovador Trabalhista Brasileiro (PRTB) 1994–presente | Partido Renovador Trabalhista Brasileiro (PRTB) 1994–presente | Partido Renovador Trabalhista Brasileiro (PRTB) 1994–presente | Partido Renovador Trabalhista Brasileiro (PRTB) 1994–presente | Partido Renovador Trabalhista Brasileiro (PRTB) 1994–presente |
| |                                                                     |                                                                     |                                                                     |                                                                     |                                                                     |  |  |                                                 |                                                 |                                                 |                                                 |                                                 |                                                 |  |  |  |  |                                               |                                               |                                               |                                               |                                               |                                               |  |  |                                                           |                                                           |                                                           |                                                           |                                                           |                                                           |  |  |                                                               |                                                               |                                                               |                                                               |                                                               |                                                               |

## Desempenho Eleitoral

### Eleições presidenciais
| Ano  | Imagem | Candidato(a) a Presidente | Candidato(a) a Vice-Presidente | Coligação     | Votos                | Posição |
| ---- | ------ | ------------------------- | ------------------------------ | ------------- | -------------------- | ------- |
| 1994 |        | Levy Fidelix (PTRB)       | Cícero Alves Cavalcante (PTRB) | Sem coligação | Interferido (00,00%) | N/A     |